# Núcleo de Artes Visuais de Caxias do Sul
O Núcleo de Artes Visuais de Caxias do Sul (NAVI) é uma associação autônoma de artistas plásticos, funcionando na cidade de Caxias do Sul, Brasil.
Foi fundado em 30 de novembro de 1988 por um grupo de artistas locais que buscavam a criação de meios de estímulo à produção artística na cidade e da região. A ideia nasceu quando o antigo Atelier Livre da Universidade de Caxias do Sul (UCS), que funcionava no centro da cidade, teve de se transferir para o então recém-criado campus universitário, considerado distante demais do centro. Inconformados, parte dos artistas frequentadores do Atelier, desejando manter-se próximo do coração ativo da comunidade e preservar o modelo de atuação do Atelier, decidiu, com a colaboração de representantes do governo municipal, empresários e outros interessados, criar uma nova associação de arte, mantendo porém neste início vínculos estreitos com a UCS.
A primeira Diretora foi Diana Domingues, que também coordenava o Atelier. Mais tarde o Atelier veio a ser extinto, mas o NAVI prosseguiu em sua trajetória, com importância crescente na comunidade e região. Dispõe de uma sede própria na rua Ettore Pezzi s/nº, com oficinas para criação e estudo nas múltiplas expressões das artes plásticas, como a pintura, escultura, fotografia e gravura, e oferece regularmente cursos teóricos e práticos para seus membros e outros interessados. Também já realizou inúmeras exposições em sua sede e em outros locais, e com frequência traz a Caxias do Sul críticos, curadores, filósofos e artistas de relevo no Brasil, tais como Paulo Herkenhoff, Armindo Trevisan, Renina Katz e Maria Tomaselli Cirne Lima, a fim de darem palestras, cursos e seminários.
É uma das entidades artísticas mais ativas e respeitadas em Caxias do Sul desde a sua fundação e é uma referência para toda a região serrana do estado, preocupando-se não apenas com os aspectos de criação e estudo da arte contemporânea, mas também apoiando ou intervindo diretamente em ações relacionadas ao patrimônio histórico e artístico local.
Dentre suas iniciativas mais destacadas estão o projeto de restauração do mural de Aldo Locatelli no prédio da Prefeitura que havia sido danificado por um incêndio, o projeto Gravura para Todos, o Projeto Percurso - Pintura e o Projeto Navi - Uma História, todos com o apoio das Leis de Incentivo à Cultura do município. Tem ou teve representantes em diversos órgãos culturais, como o Conselho Municipal de Cultura, o Instituto Estadual de Artes Visuais, o Conselho Municipal da Lei de Incentivo à Cultura (COMIC) e o Conselho da Cidade das Artes na Universidade de Caxias do Sul.
O Núcleo foi declarado de utilidade pública pela Municipalidade, e em 1999 seus 10 anos de existência foram comemorados em Sessão Solene da Câmara, quando foi assinalado que “o Núcleo de Artes Visuais é quem aniversaria, mas não temos dúvidas em afirmar que quem está de parabéns é Caxias do Sul, porque conta com este grupo de singular valor e importância”. Na mesma oportunidade a historiadora Cleodes Ribeiro assim se manifestou a respeito do trabalho da entidade:
"O que o NAVI tem feito ao longo de uma década [...] foi um processo educativo de valor transcendente: promoveu a educação do gosto entre os cidadãos. Serviu-se de espaços consagrados, para mostrar o que de melhor estava sendo feito em arte contemporânea nesta cidade. Mais do que isso, criou ou fez nascer galerias em espaços insuspeitados, muitas delas fruto de cumplicidades de outras instituições, entidades, empresas e até mesmo dos ateliês de emoldurações. Por fim, dilatou o conceito de sala de exposições e elegeu a própria cidade como seu equivalente, utilizando o que ela tem de mais acessório, impessoal e público: seus muros e tapumes. [...] O NAVI educou e educa para o estético, refinou e refina sensibilidades, tem mudado comportamentos, socializado conhecimentos, divulgado novos conceitos em relação ao objeto de arte. O NAVI tem contribuído para a formação de um público cada vez mais amplo que é capaz de valorizar o trabalho artístico e de decodificar a linguagem das artes, desde as manifestações mais formais até da mais desafiadora vanguarda".